# À la grâce de Dieu
Pour les articles homonymes, voir La Grâce de Dieu.
À la grâce de Dieu est une romance pour chant et piano de Loïsa Puget.

## Présentation
À la grâce de Dieu est une romance de Loïsa Puget composée sur un texte du parolier Gustave Lemoine (futur époux de la compositrice). La partition est dédiée à Monsieur Ponchard, un chanteur connu de l'époque, les années 1830-1840, apogée du genre de la romance en France et période de grande renommée pour la compositrice.
L'œuvre est composée de trois couplets, de tempo « moderato », à 
, chaque couplet comprenant deux parties :
- une première, en la mineur, qui « exprime le désarroi d'une mère devant le départ de sa fille[1] » ;
- une seconde, en la majeur, qui fait office de refrain, et qui « évoque la foi de [la] mère, qui confie son enfant « à la Grâce de Dieu »[1] ».

La musicologue Elisabeth Malfroy relève que « le support littéraire de cette partition dépeint le drame d'une province, la Savoie, qui laissait partir ses enfants à la recherche d'un travail, et témoigne de la religiosité ambiante [...]. Quant aux indications : « doux et triste », « avec âme », « d'une voix émue », « avec larmes », « à demi-voix », elles guident l'interprétation et sont une marque supplémentaire du sentimentalisme romantique présent dans les mentalités de l'époque ». 
À la grâce de Dieu est l'une des plus célèbres romances de Loïsa Puget,.
L'œuvre a inspiré un drame en cinq actes de Gustave Lemoine et Adolphe d'Ennery, La Grâce de Dieu, créé à Paris le 16 janvier 1841, dans lequel la romance était intégrée. La pièce est un succès et inspire à son tour l'auteur du livret de l'opéra Linda di Chamounix de Gaetano Donizetti (1842).
Le manuscrit autographe de la romance est conservé à la BnF (Ms. 13703).